# Фабрерија ди Сала (Болоња)
Фабрерија ди Сала (итал. Fabbreria di Sala) је насеље у Италији у округу Болоња, региону Емилија-Ромања.
Према процени из 2011. у насељу је живело 47 становника. Насеље се налази на надморској висини од 24 м.